# Joseph-Hormisdas Legris
Pour l’article homonyme, voir Legris.
 (juin 2025).
Joseph Hormisdas Legris, né le 6 mai 1850 à Rivière-du-Loup et mort le 6 mars 1932 à Ottawa, est un agriculteur et homme politique fédéral, provincial et municipal du Québec.

## Biographie

### Militaire et politicien municipal
Né à Rivière-du-Loup dans le Canada-Est, M. Legris servit comme capitaine dans une milice de localité. Il sert aussi de secrétaire-trésorier dans la municipalité de Louiseville de 1882 à 1902 et également maire de 1921 à 1922.

### Politique provinciale
Candidat du Parti national d'Honoré Mercier dans la circonscription provinciale de Maskinongé en 1886, il est défait. Élu lors de l'élection partielle déclenchée après l'annulation de l'élection précédente, sa propre élection fut également annulée. Il perdit son poste de député en 1890 en raison du soutien de l'évêque Louis-François Richer Laflèche qui soutient publiquement le candidat conservateur Joseph Lessard.

### Politique fédérale
Élu député du Parti libéral du Canada dans la circonscription fédérale de Maskinongé en 1891, il fut réélu en 1896 et en 1900. Il démissionne en 1903, pour accepter l'offre du premier ministre Wilfrid Laurier de devenir sénateur de la division de Repentigny. Il y demeure jusqu'à sa mort en 1932 à l'âge de 81 ans à Ottawa en Ontario.

## Hommages
La rue de la Minéralogie dans la ville de Québec portait, auparavant, le toponyme de rue Legris entre 1955 et 1960 en son honneur.